# Malbolge
Malbolge — езотерична мова програмування, яку вигадав Бен Олмстед 1998 року. Мова розроблена з метою бути максимально складною для написання програм.
Назва походить від Malebolge, восьмого кола пекла Данте.

## Програмування на Malbolge
Код першої програми, яка виводить «Hello World», згенерувала інша програма мовою Lisp, що використовувала пошук у множині всіх можливих програм, через два роки після появи самої мови Malbolge. Сам автор ніколи не писав програм на Malbolge.
24 серпня 2000 Ентоні Юхас у своєму блогу повідомив про 3 робочих програми мовою Malbolge, що виводять фрази «Hello, world.», «Malbolge sucks.» і «antwon.com rules!».
Пізніше Лу Шеффер зробив криптоаналіз мови і продемонстрував програму для копіювання вхідних даних на вихід.
17 серпня 2004 Томаш Вегжановскі написав генератор програм, що виводять задані рядки. Однак програми, отримані цим шляхом, довші за програми Юхаса.

### Hello world
Ця програма на Malbolge відображає «Hello, world.»:
```
(=<`:9876Z4321UT.-Q+*)M'&%$H"!~}|Bzy?=|{z]KwZY44Eq0/{mlk**hKs_dG5[m_BA{?-Y;;Vb'rR5431M}/.zHGwEDCBA@98\6543W10/.R,+O<
```

Інший варіант:
```
('&%:9]!~}|z2Vxwv-,POqponl$Hjig%eB@@>}=<M:9wv6WsU2T|nm-,jcL(I&%$#"`CB]V?Tx<uVtT`Rpo3NlF.Jh++FdbCBA@?]!~|4XzyTT43Qsqq(Lnmkj"Fhg${z@>
```

## Віртуальна машина
Malbolge — це машинна мова для віртуальної машини (інтерпретатора), що працює в трійковій системі числення.

### Регістри
У віртуальній машині Malbolge є три регістри: a, c і d.
Регістр c — регістр коду, що використовується як покажчик на поточну команду.
Регістр d — регістр даних, що використовується для керування даними.
Регістр a — акумулятор, також використовуваний деякими командами для маніпуляції даними.
При запуску програми всі регістри дорівнюють нулю.

### Пам'ять
Розмір пам'яті віртуальної машини — 59049 (310) комірок із числами з 10 трійкових цифр. Всі комірки з адресами від 0 до 59048 мають значення від 0 до 59048. Всі зміни відбуваються за модулем 59049 (mod 59049). При запуску програми початок пам'яті заповнюється ASCII-кодами символів її початкового коду. Символи порожнього простору (пропуски, табуляція, переноси рядків тощо) нехтуються, а решта символів повинні бути командами Malbolge (див. нижче). Залишок пам'яті заповнюється з використанням операції crazy (див. нижче): [m] = crz [m-2], [m-1].

### Команди
У Malbolge є 8 команд. Віртуальна машина визначає, яку команду виконувати, так: до значення комірки з адресою c ([c]) додається значення c, а командою виступає остача від ділення цього числа на 94 (оскільки у вхідному алфавіті мови 94 символи, ASCII-коди яких від 33 до 126).
Таблиця дій інтерпретатора:
| Значення ([c] + c) % 94                                                                                           | Інструкція            | Пояснення |
| --- | --------------------- | --- |
| 4 | mov c, [d]            | Перехід до комірки з номером [d].                                                                                               |
| 5 | out a                 | Виведення значення ASCII-символу з кодом a % 256 на екран.                                                                      |
| 23 | in a                  | Введення ASCII-символу в a. Роздільник рядків має код 10. Кінець файлу — 59048.                                                 |
| 39 | rotr [d] mov a, [d]   | Зсуває значення [d] на одну трійкову цифру вправо (0002111112 перетворюється в 2000211111). Результат зберігається в [d] і в a. |
| 40 | mov d, [d]            | Копіювання значення з [d] в d.                                                                                                  |
| 62 | crz [d], a mov a, [d] | Застосувати операцію crazy (див. нижче) до значень [d] і a. Результат зберігається в [d] і в a.                                 |
| 68 | nop                   | Нічого не робить. |
| 81 | end                   | Кінець програми. |
| Будь-які інші значення нічого не роблять. Вони не дозволені при завантаженні програми, але дозволені після цього. |                       | |

Після виконання кожної інструкції вона шифрується операцією crazy. Після цього значення c і d збільшуються на 1 і виконання продовжується з наступної інструкції.

### Операція crazy
Операція є аналогом побітових операцій — вона застосовується до двох відповідних цифр.
| crz       | crz | 2-а цифра | 2-а цифра | 2-а цифра |
| crz       | crz | 0         | 1         | 2         |
| --------- | --- | --------- | --------- | --------- |
| 1-а цифра | 0   | 1         | 0         | 0         |
| 1-а цифра | 1   | 1         | 0         | 2         |
| 1-а цифра | 2   | 2         | 2         | 1         |

### Шифрування
Після того, як чергову інструкцію виконано, інструкція шифрується за допомогою такої таблиці перекладу (якщо вона є одним з можливих символів мови):
```
!"#$%>
&
'()*+,-./0123456789:;
<
=
>
?@ABCDEFGHIJKLMNOPQRSTUVWXYZ[\]^_`abcdefghijklmnopqrstuvwxyz{|}~
5z]
&
gqtyfr$(we4{WP)H-Zn,[%\3dL+Q;
>
U!pJS72FhOA1CB6v^=I_0/8|jsb9m
<
.TVac`uY*MK'X~xDl}REokN:#?G"i@
```

тобто ! стає 5 тощо.

## У популярній культурі
У 10-му епізоді першого сезону серіалу «Елементарно» ключовим доказом у розгадці злочину послужив клаптик паперу, на одному з боків якого роздруковано код програми на Malbolge (що є неточною копією програми «Hello World», наведеної вище), а на іншому записано замовлення кави.

## Приклад
- Робочий початковий код [Архівовано 10 листопада 2020 у Wayback Machine.] для пісні «99 пляшок пива» з використанням справжніх циклів. Написав Хісасі Ідзава.[6]
- Робочий квайн написано 3 грудня 2012 року, через 14 років після створення самої мови.